# أليساندرو روميو
أليساندرو روميو (بالإيطالية: Alessandro Romeo)‏ (19 يناير 1987 بروما في إيطاليا - ) هو لاعب كرة قدم إيطالي في مركز الهجوم. لعب مع نادي أسكولي ونادي بيستويسي ونادي سامبدوريا ونادي لنيانو ونادي فياريجو وCavese 1919 ‏ ونادي طرابنش 1905 ‏ وACD Nardò ‏ وفيتربيسي 1908 ويوفي ستابيا.

## وصلات خارجية
- أليساندرو روميو على موقع قاعدة بيانات كرة القدم.إي يو (الإنجليزية)
- أليساندرو روميو على موقع Soccerway.com (الإنجليزية)